# Acrocheilus alutaceus
Acrocheilus alutaceus е вид лъчеперка от семейство Шаранови (Cyprinidae). Видът е незастрашен от изчезване.

## Разпространение
Разпространен е в Канада и САЩ.

## Описание
На дължина достигат до 30 cm.
Популацията им е стабилна.